# Choćmirowo
Choćmirowo (kaszb. Stôré Chòcmirowò lub też Stôré Chòczmirowò, niem. Alt Gutzmerow) – wieś w Polsce położona w województwie pomorskim, w powiecie słupskim, w gminie Główczyce.
W latach 1975–1998 miejscowość administracyjnie należała do województwa słupskiego.
W miejscowości był przystanek kolejowy Choćmirowo.

## Nazwa
Nazwa, wzmiankowana po raz pierwszy w formie Alt Gutzmerow w 1523, ma pochodzenie słowiańskie i charakter dzierżawczy. Powstała przez dodanie do nazwy osobowej Gościmiar formantu -owo. Friedrich Lorentz odnotował formę nazwy w lokalnych gwarach słowińskich: Stǻu̯rė Χʉ̀ɵ̯cmjirɵvɵ wraz z nazwami mieszkańców – zarówno z pominiętym formantem -ɵv-: Χʉ̀ɵ̯cmjiřȯu̯n, Χʉ̀ɵ̯cmjiřȯu̯nkă „choćmirowianin, choćmirowianka”, jak i w postaci pełnej: Χʉ̀ɵ̯cmjirɵvjȯu̯n, Χʉ̀ɵ̯cmjirɵvjȯu̯nkă „ts.”. Niemiecka nazwa Alt Gutzmerow jest adaptacją fonetyczną pierwotnej nazwy słowiańskiej z dodanym wyróżnikiem alt „stary” dla odróżnienia od miejscowości Neu Gutzmerow „Choćmirówko”. Współczesna polska nazwa Choćmirowo w miejsce spodziewanej *Gościmirowo oddaje wymowę słowińską z adideacją do nazwy osobowej Chociemir. Została ustalona 9 grudnia 1947.
Rada Języka Kaszubskiego proponuje kaszubską formę nazwy Chòcmirowò.

## Zabytki
- Dwór w Choćmirowie[9]